# Pointe du Millier

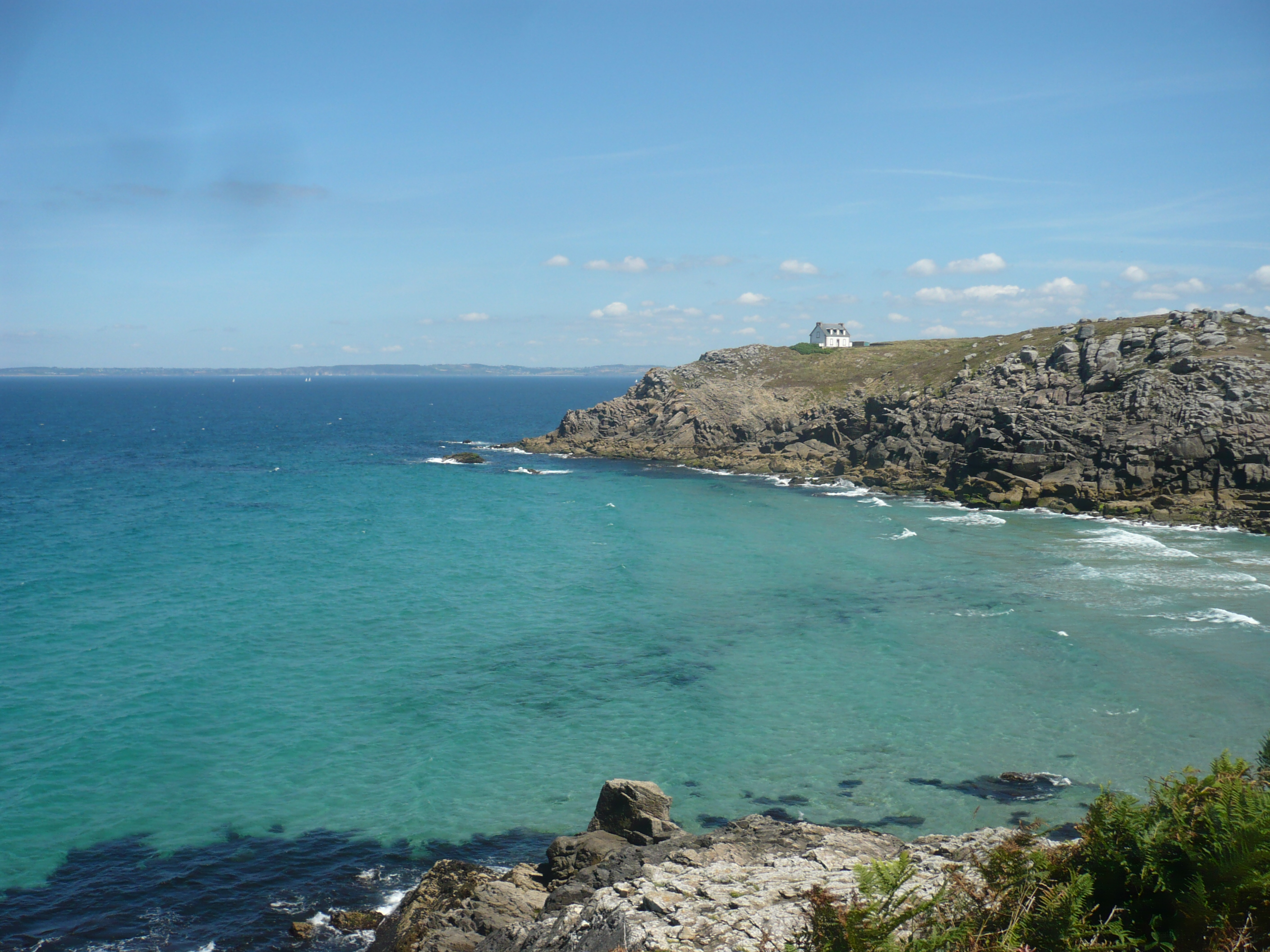
Pointe du Millier mit Leuchtturm in östlicher Richtung vom Wanderweg entlang der Küste aus gesehen.

Die Pointe du Millier ist ein felsiges Kap an der Nordküste des Cap Sizun. Die Landspitze gehört zur Gemeinde Beuzec-Cap-Sizun im Département Finistère in der Bretagne und liegt an der Einfahrt zur Bucht vor Douarnenez.
Auf der Pointe du Miller steht der Leuchtturm Phare du Millier.
Koordinaten: 48° 5′ 55,7″ N, 4° 27′ 58,4″ W